# Letkovice
Letkovice jsou vesnice, část města Ivančice v okrese Brno-venkov v Jihomoravském kraji. Nacházejí se asi 1,5 km na jihozápad od Ivančic, v Boskovické brázdě. Žije zde 587 obyvatel. Katastrální území Letkovic má rozlohu 3,85 km².

## Historie
První písemná zmínka o vsi pochází z roku 1228. V roce 1949 se obec stala součástí města Ivančice.

## Obyvatelstvo
| Rok            | 1869 | 1880 | 1890 | 1900 | 1910 | 1921 | 1930 | 1950 | 1961 | 1970 | 1980 | 1991 | 2001 | 2011 | 2021 |
| -------------- | ---- | ---- | ---- | ---- | ---- | ---- | ---- | ---- | ---- | ---- | ---- | ---- | ---- | ---- | ---- |
| Počet obyvatel | 320  | 345  | 365  | 417  | 470  | 460  | 539  | 564  | 567  | 530  | 562  | 545  | 598  | 619  | 587  |
| Počet domů     | 53   | 63   | 64   | 73   | 82   | 83   | 105  | 143  | —    | 141  | 163  | 180  | 195  | 208  | 211  |

Vývoj počtu obyvatel

## Pamětihodnosti
- kaple svatého Jana Nepomuckého a Panny Marie
- boží muka
- kříž
- přírodní památka Bouchal

## Galerie

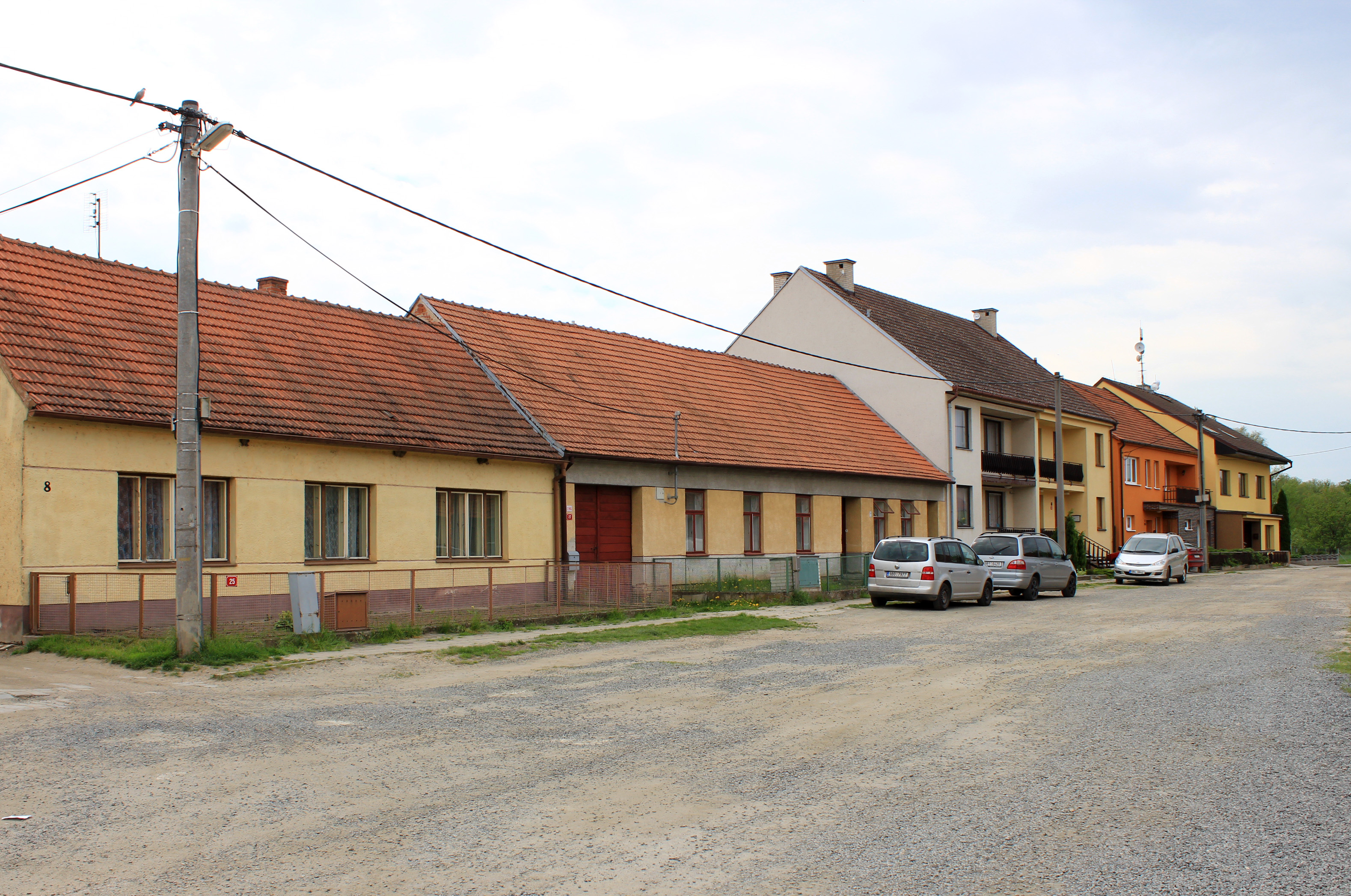
Domky na návsi
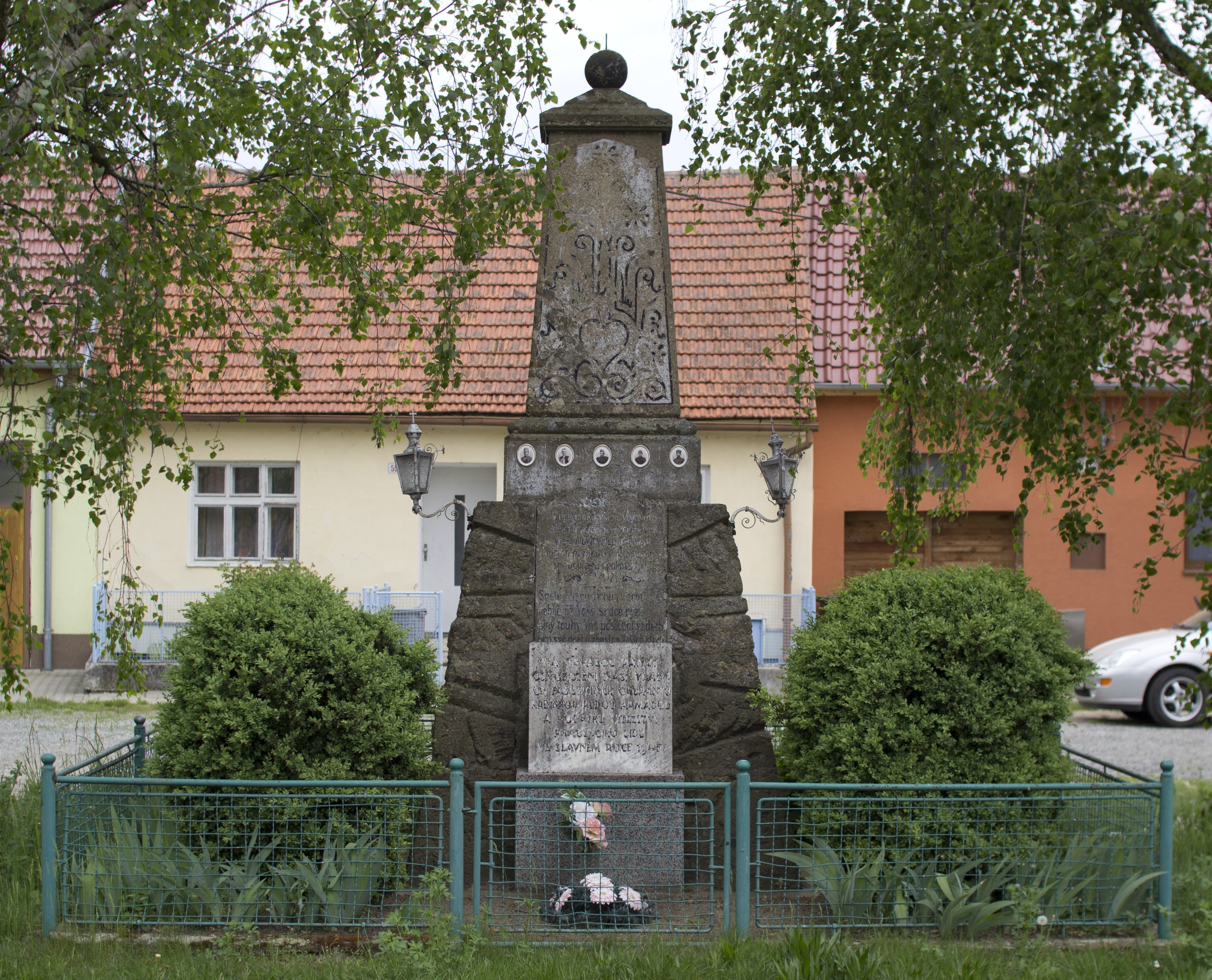
Památník obětem první světové války
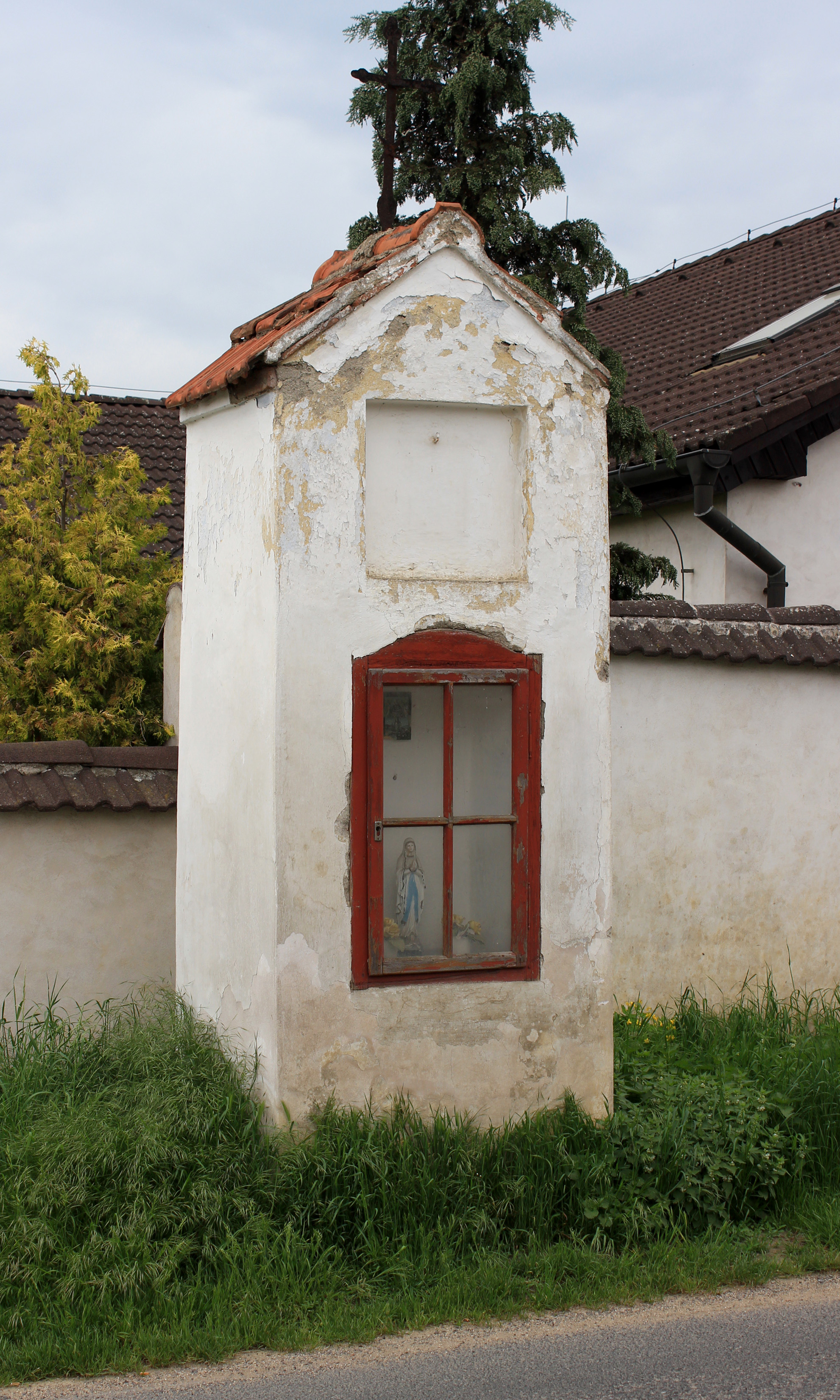
Kaplička u hlavní silnice